# Yala
El yala és una llengua que es parla al sud-est de Nigèria, a les LGAs de Yala, d'Obubra i d'Ikom, a l'estat de Cross River.
Forma part del grup lingüístic de les llengües etulo-idoma, juntament amb l'etulo i les llengües idoma: l'agatu, l'alago, l'idoma i l'igede. Totes elles es parlen a Nigèria.
És una llengua desenvolupada (5); està estandarditzada i gaudeix d'un ús vigorós. És una llengua literària i s'escriu en alfabet llatí. Gaudeix d'actituds positives.
Els dialectes del yala són l'nkum, l'nkum akpambe i el yala ogoja.